# Neptunyl(VI) perchlorat
Neptunyl(IV) perchlorat là một hợp chất vô cơ có công thức hóa học NpO2(ClO4)2. Hợp chất này được biết đến dưới dạng tinh thể ngậm nước màu nâu, trong nước tạo thành dung dịch màu nâu hoặc hồng.

## Điều chế
Dạng dung dịch của neptunyl(VI) perchlorat có thể được tạo ra bằng cách hòa tan neptunyl(VI) hydroxide trong acid perchloric hoặc điện phân dung dịch neptunyl(V) perchlorat. Cả hai cách này cho kết quả là dung dịch màu hồng.
Dạng tinh thể NpO2(ClO4)2·nH2O (với n là 3 hoặc 5) được điều chế bằng cách cho neptunyl(VI) nitrat phản ứng với acid perchloric. Tùy theo dạng ngậm nước, cách tách lấy tinh thể từ dung dịch sẽ khác nhau.

## Tính chất
NpO2(ClO4)2·nH2O (với n là 3 hoặc 5) kết tinh dưới dạng tinh thể đơn nghiêng màu nâu, dễ tan trong nước. Các hằng số mạng tinh thể được cho trong bảng dưới đây. Đơn vị cho a, b, c: Å, đơn vị cho α, β, γ: °.
| Chất             | a         | b          | c          | α  | β          | γ  | Z |
| ---------------- | --------- | ---------- | ---------- | -- | ---------- | -- | - |
| NpO2(ClO4)2·3H2O | 5,4033(1) | 15,2931(3) | 15,0254(3) | 90 | 99,714(1)  | 90 | 4 |
| NpO2(ClO4)2·5H2O | 5,4319(1) | 17,9143(3) | 10,2399(1) | 90 | 90,1615(7) | 90 | 4 |